# 関東鉄道キハ2000形気動車
関東鉄道キハ2000形気動車（かんとうてつどうキハ2000がたきどうしゃ）は、関東鉄道竜ヶ崎線の通勤型気動車である。

## 概要
江若鉄道から転入してきたキハ520形（キハ521・キハ522）が在籍していたが、車両の老朽化が進んでおり、老朽化した車両の淘汰、安全性・快適性とサービス向上を図るために1997年（平成9年）2月、竜ヶ崎線用として新潟鐵工所で2001と2002の2両が製造された。

## 構造

### 車体
車体は全長20 m、全幅2.85 mの普通鋼で両運転台の前面強化構造で前面に貫通扉と幌があり、常総線配置のキハ2100形をベースとし、ワンマン運転に対応した 。
貫通扉上に行先表示器を設置し、前面表示は両駅一括の「竜ヶ崎⇔佐貫」に固定とした。
前面下部両裾には前照灯（前部標識灯）と後部標識灯（尾灯）をそれぞれ両端に2箇所ずつ設置しており、空気笛と電気笛はそれぞれ両端に1箇所ずつ設置している。車体両側面には戸閉車側表示灯が2灯、機関異常車側表示灯が2灯、非常通報車側灯が2灯設置している。乗務員室扉は設けず客室から運転室に出入りする形とした。
車体塗色はキハ2100形と同等で、クリーム色をベースとし、赤色と青色の帯を入れており、両運転台としてバランスが取れる配色とした。
連結器は、密着式小型自動連結器を装備した。

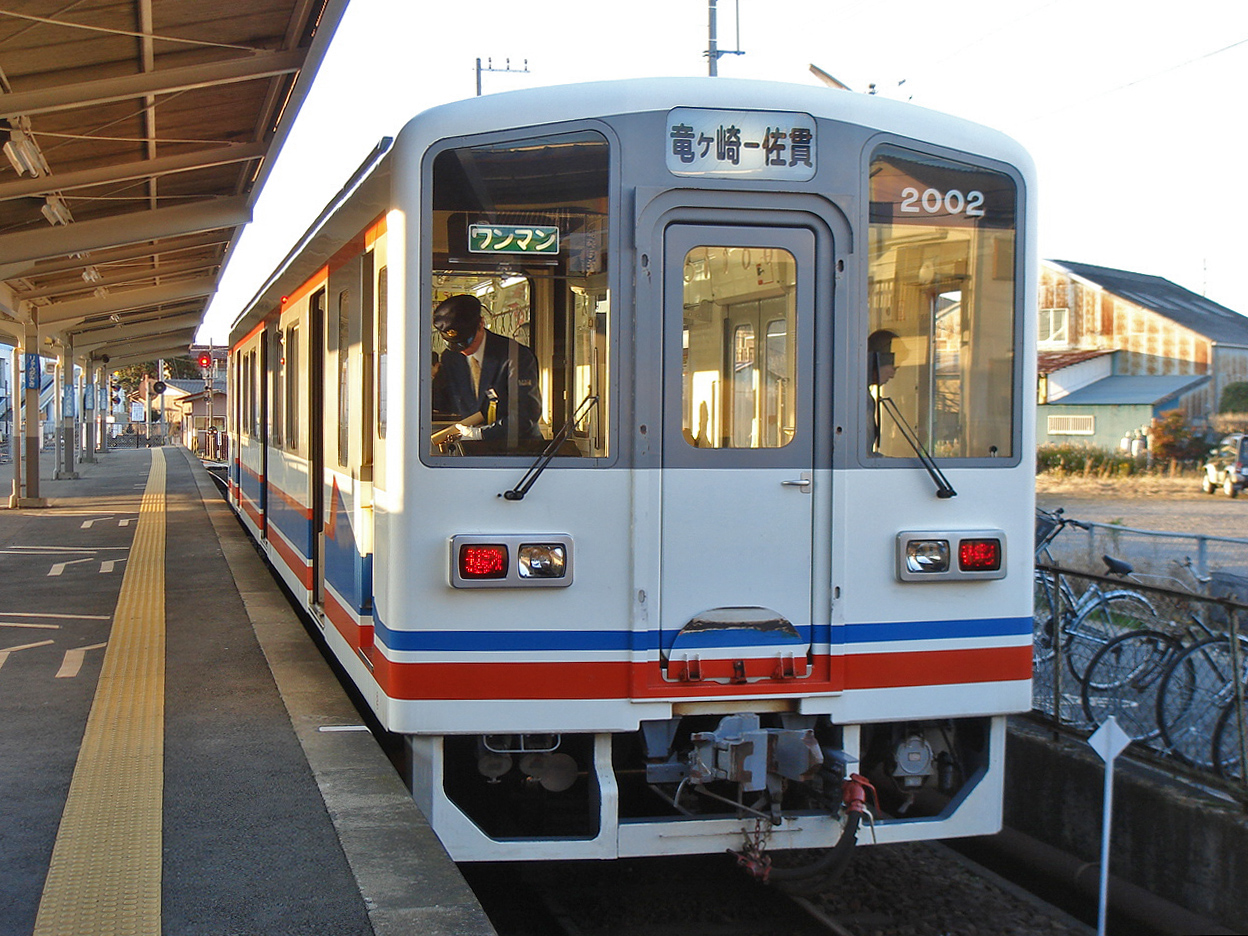
キハ2000形の前面形状

### 車内
乗降扉は、幅1,300 mmで片側3箇所であり、竜ヶ崎線の低いホームに合わせ各ドア下部にはステップが設置され、扉開閉時に2秒間予告チャイムが鳴動する。
客室は、クリーム系の明るい塗色で、天井はフラットタイプとし、オールロングシートが配置され、モケットは蘇芳色であり、優先座席は明るいパープル色とし他座席との区別をつけている。また、車椅子スペースを1箇所設けている。
車内照明は、ライン状に蛍光灯が40W20灯、20W2灯を設置し、客室予備灯は蛍光灯が40W3灯設置している。なお夜間運用中の際に運転士の視界を確保するために、最前部の蛍光灯1灯は消灯する仕組みとした。
側窓は、バランサー式1枚下降窓であり、戸袋窓は廃止している。
乗務員室はワンマン運転に対応した完全な半室構造であり、乗務員の視界保護のために乗務員室と客室の間に巻取式の帯テープで仕切る仕組みとし、竜ヶ崎線は各駅のホームが竜ヶ崎方に向かってすべて右側に設置されているため、竜ヶ崎方の運転台は進行方向右側に、佐貫方の運転台は進行方向左側に設置されている。また、ホームが設置されている側しか乗務員室扉が設置されていない。運転台はカムスイッチ式の横軸の主幹制御器やEB装置、自動放送装置などがあり、各表示灯はLEDを採用、計器類などが見やすいように艶消しブラックを塗布し、機器類も使いやすい配置としている。
保安装置は、関東鉄道では初めてのEB装置を備えている。ATSは当初導入されていなかったが、2009年11月から使用を開始している。

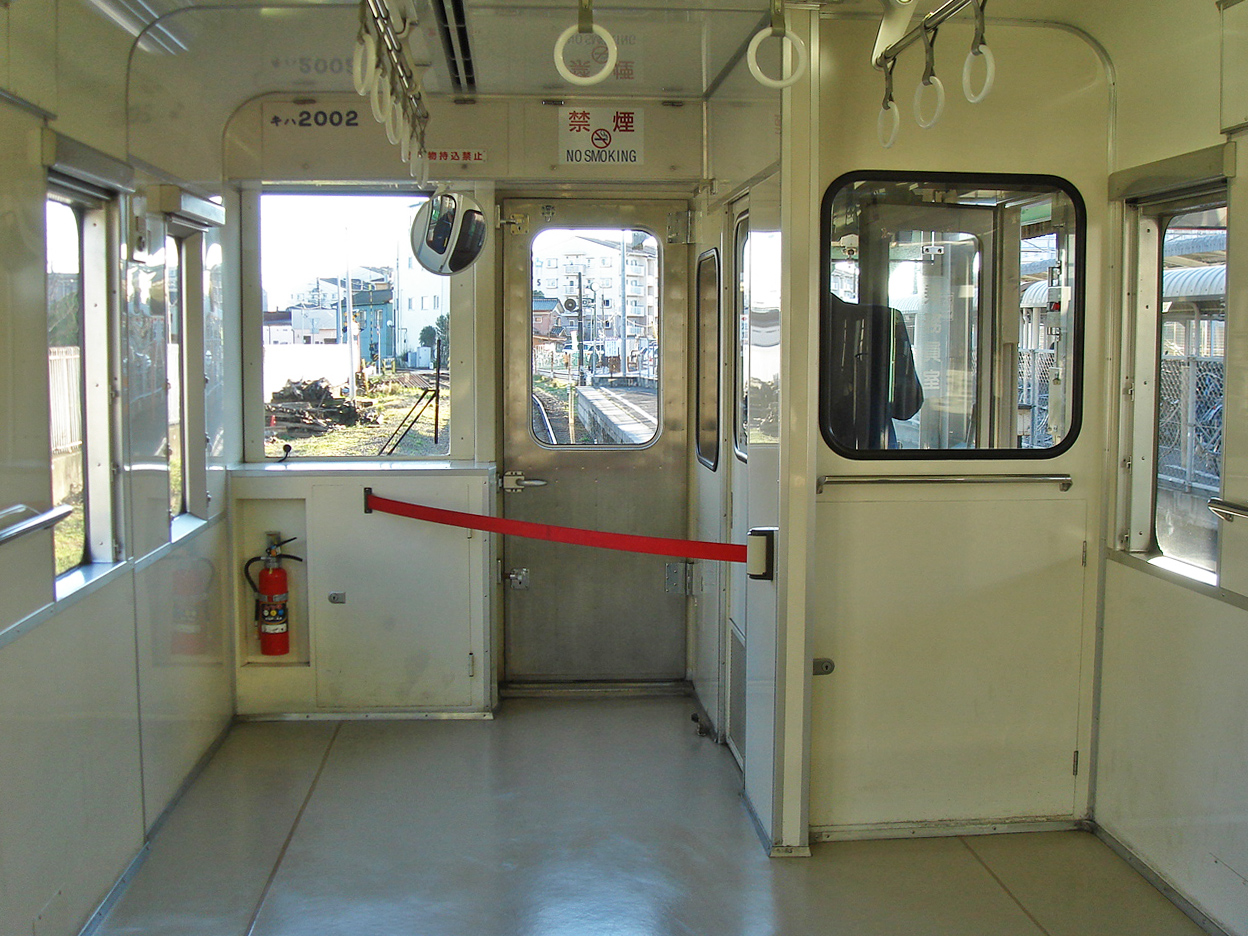
竜ヶ崎方では右側にのみ半室の乗務員室を設置

### 走行装置
走行用ディーゼルエンジンは、新潟鐵工所製のDMF13HZ（243 kW (330 PS) / 2,000 rpm）を1基搭載し、燃料制御は電気式ガバナである。
液体変速機は、変速1段・直結2段新潟コンバーター製液体式・TACN-22-1607を採用し、減速比は1段1.469・2段1.029、変直切換は手動、直結1段から直結2段へ切換は自動切換である。またCCS装置を設け、クラッチ同期制御・異常検知装置・表示灯回路の制御なども出来るようになっており、床下にCCSモニタ装置を設置し、検修業務の効率化を図っている。
制動装置は、E制御弁・応荷重装置付きのDE1A形自動空気ブレーキであり、キハ532形との併結運転が可能である。保安ブレーキ装置は、電気指令式直通予備ブレーキを採用している。
台車は空気ばね式ボルスタレス台車で、動力台車形式はNP128D、付随台車形式はNP128Tであり、軽量化や乗り心地の向上、保守費の低減や信頼性の向上を図っている。基礎ブレーキ装置は片押し式踏面ブレーキを採用し、竜ヶ崎線の最小曲線がR = 207 mときついことから曲線通過時の際に車輪フランジの偏摩耗防止のためにフランジ塗油器を設けており、運転台にあるスイッチを押すとノズルから霧状に油が吹き出し直接フランジに吹き付ける仕組みである。

### 空調装置
冷房装置は、エンジン直結式で分散型パッケージユニットが2基あり、能力は36.1kW（31,000 kcal/h） である。室内にあるラインフローファンで均一に冷風を送る仕組みであり、力行区間が短い路線のため、運転台に機関回転を上げるアイドルアップスイッチがあり、更に冷房効果を高めるために横流ファンを6箇所設置している。
暖房装置は、機関廃熱を利用した温水温風暖房式であり、室内にあるファンヒーターを介して温風を送風している。また、冷暖房使用中に折り返し停車中に外気の流入を防ぐために、戸閉め締切スイッチを押すと最後部の扉だけを開ける仕組みとした。

## 運用
1997年3月11日に新潟鐵工所より陸送で竜ヶ崎に到着し、同月26日から運用を開始した。朝のラッシュ時の対応は2両編成であるが、2001・2002のいずれかが運用から外れた場合は、キハ532形と連結することがある。

### ラッピング
2014年（平成26年）3月、2002が龍ケ崎市の竜（ドラゴン）をイメージしたマスコットキャラクター「まいりゅう」のイベントカラーとなり、「まいりゅう号」として運行を開始した。また、2016年（平成28年）9月からは同車両のつり革に、龍ケ崎市のB級グルメとして著名なコロッケの食品サンプルを取り付けている。その後、「まいりゅう号」は、2017年（平成29年）9月11日で運行を終了した。
同年10月22日に2代目となる「まいりゅう号」が運行を開始し、龍ケ崎市内の中学生のデザインを基に、市内の名物（龍ヶ崎の撞舞、牛久沼の白鳥など）を盛り込んだデザインとなっており、引き続きコロッケのつり革も使用されていた。その後、
2022（令和4）年11月1日をもって運行を終了した。
2023年（令和5年）1月28日からは3代目となる「まいりゅう号」が竜ヶ崎9時発佐貫行より運行を開始した。春夏秋冬の四季を表現したデザインで龍ケ崎市内の高校生がデザインを携わっており、それぞれ春：茨城県立竜ヶ崎第一高等学校、夏：茨城県立竜ヶ崎南高等学校、秋：茨城県立竜ヶ崎第二高等学校、冬：愛国学園大学附属龍ケ崎高等学校の各高校が担当している 。毎月第2・第4日曜日に終日運行される。

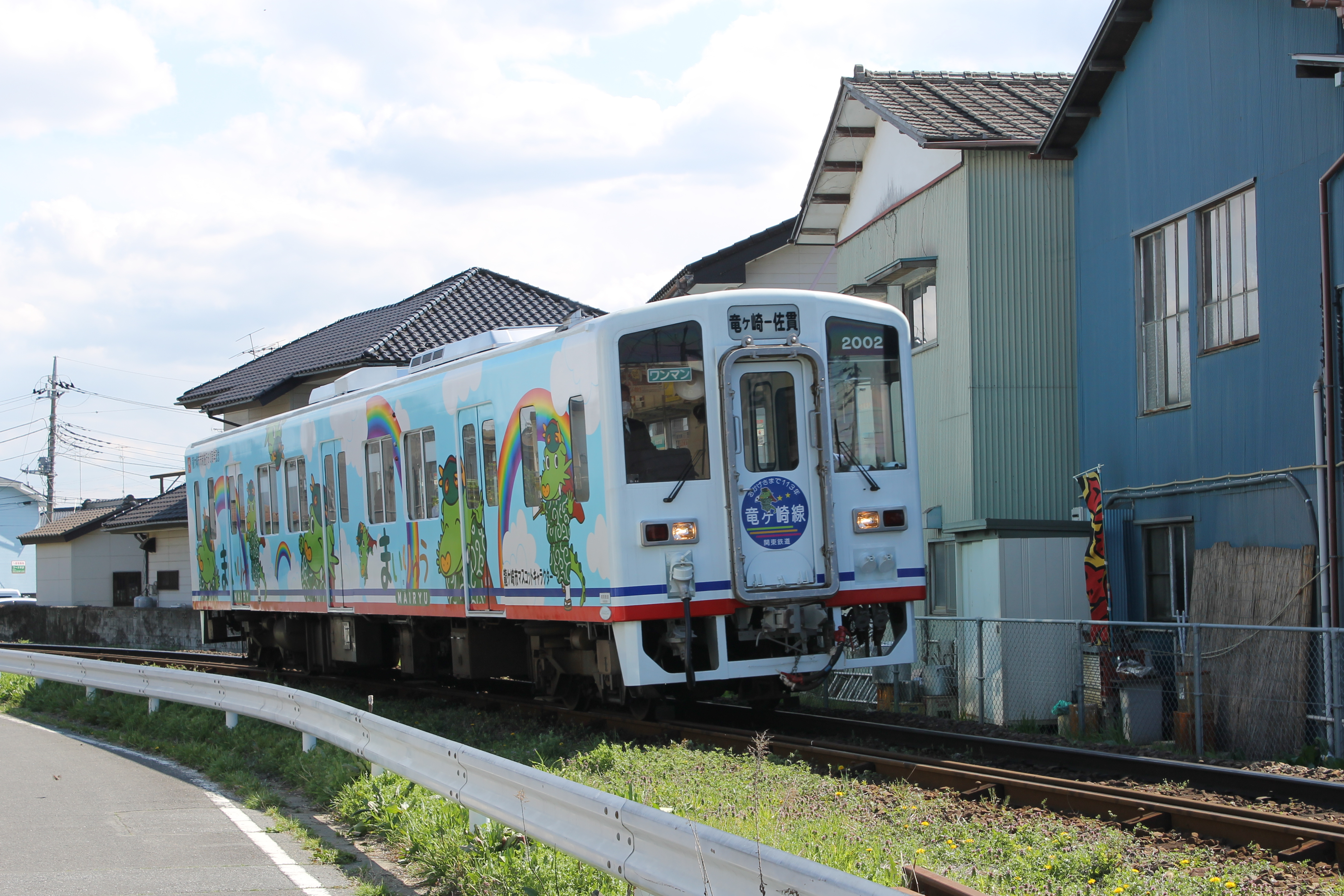
初代「まいりゅう号」(2017年9月11日運行終了)
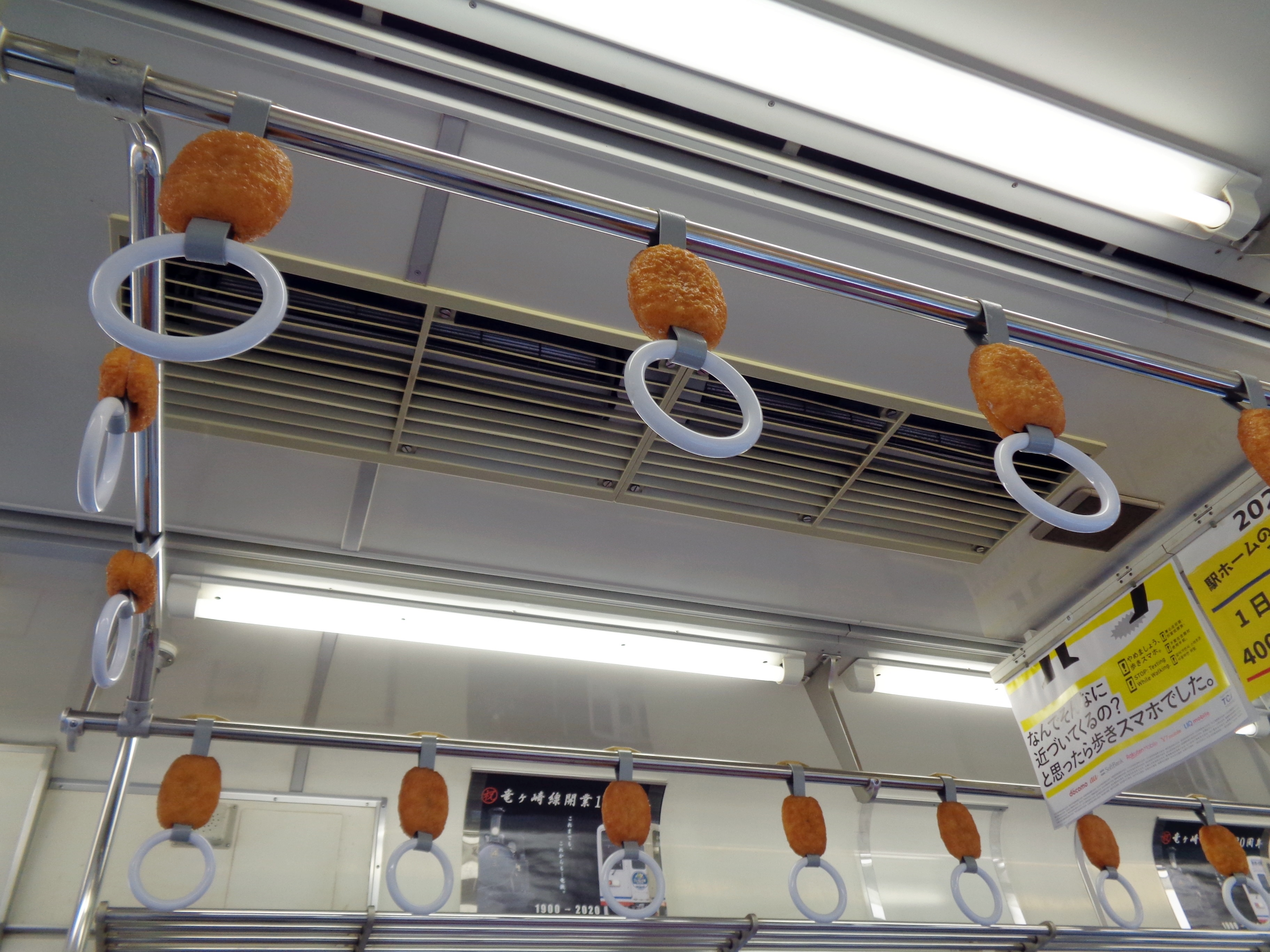
コロッケの装飾が施されたつり革